# Ao Vivo em Goiânia (álbum de Israel Novaes)
Ao Vivo em Goiânia é o segundo álbum do cantor Israel Novaes, lançado em 14 de abril de 2014 pela Som Livre. Conta com a produção e os arranjos musicais de Bigair dy Jaime, sendo produzido por Anselmo Troncoso.

## Gravação
O álbum foi gravado ao vivo no dia 25 de outubro de 2013 em Goiânia no Centro Cultural Oscar Niemeyer. A setlist do álbum contou com 29 canções, do primeiro álbum e inéditas.

## Faixas
CD
1. Sinal Disfarçado
2. Descontrolada
3. Vó, Tô Estourado
4. Comigo é Assim, Lapada Lapada
5. Vai Entender (Part. Jorge & Mateus)
6. Há Espera
7. Teus Olhos
8. Mulherada Na Lancha (Toma Toma)
9. Tchaca (Part. Psirico)
10. Pot-Pourri: Depende / Beijo Meu
11. Amor Com Lágrimas
12. Como Apaixonado Faz (Part. Gusttavo Lima)
13. Tia, Vou Pegar Sua Filha
14. Outra Pegada (Part. Naldo Benny)
15. Espelho
16. Ninguém Vai Sonhar (Part. Matheus & Kauan)
17. Canção Perfeita
18. Marrom Bombom
19. Combinação Perfeita
20. Meio-Dia, Meia-Noite
21. Vem Ni Mim Dodge Ram

DVD
1. Sinal Disfarçado
2. Descontrolada
3. Marrom Bombom
4. Ninguém Vai Sonhar (Part. Matheus & Kauan)
5. Vó, Tô Estourado
6. Amor Com Lágrimas
7. Única Paixão
8. Outra Pegada (Part. Naldo Benny)
9. Tia, Vou Pegar Sua Filha
10. Combinação Perfeita
11. Tchaca (Part. Márcio Victor da banda Psirico)
12. Meio-Dia, Meia-Noite
13. Há Espera
14. Vai Entender (Part. Jorge & Mateus)
15. Mulherada Na Lancha (Toma Toma)
16. Romeu e Julieta
17. Teus Olhos
18. Como Apaixonado Faz (Part. Gusttavo Lima)
19. Pot-Pourri: Depende / Beijo Meu
20. Canção Perfeita
21. Pot-Pourri: Caso Por Acaso / 24 Horas / Porque Brigamos (I Am I Said) / Borbulhas de Amor (Tenho Um Coração) (Burbujas de Amor)
22. Espelho
23. Morena Poema
24. Deixou Raiz
25. Carro De Apaixonado
26. Comigo é Assim, Lapada Lapada
27. Carro Pancadão
28. Tá Legal
29. Vem Ni Mim Dodge Ram